# Église des Saints-Innocents de New York
L'église des Saints-Innocents (Church of the Holy Innocents) est une église catholique de New York située au 128 West 37th Street à Broadway (Manhattan). Elle dépend de l'archidiocèse de New York et elle est consacrée aux Saints Innocents.

## Histoire
La paroisse est érigée en 1866. Elle est formée de portions des paroisses Saint-Étienne, Saint-Michel, de la Sainte-Croix, de la cathédrale et de Saint-Columba. Le premier curé est l'abbé John Larkin, venant d'Irlande. Il achète une petite chapelle épiscopalienne en attendant la fin de la construction de l'église, au coin de Broadway et de la 37e rue. L'église reçoit sa dédicace le 13 février 1870; la musique étant jouée par l'orchestre militaire du 107e régiment d'infanterie (Seventh Regiment Band, formé à l'origine par des immigrés allemands).
La ville s'étend rapidement vers le nord, alors que des immigrés affluent d'Europe. Une école paroissiale est bâtie en 1872, gérée par les Sœurs de la charité de New York. Plus tard, les Frères chrétiens y instruisent les garçons.  Au début du XXe siècle, le quartier devient un quartier de théâtres (Metropolitan Opera House à la 39e rue) et de journaux (New York Herald). L'église est surnommée, l'« église des acteurs ». Le futur dramaturge Eugene O'Neill y a été baptisé en 1888. 
L'église est consacrée le 12 février 1901 par Mgr Corrigan. Le futur archevêque de Washington, Patrick O'Boyle, y a été vicaire. Depuis 2009, des messes y sont célébrées selon le rite du missel de 1962 (en latin) en vertu du motu proprio Summorum Pontificum. Alors que la plupart des églises ont plus de messes le dimanche qu'en jour de semaine, l'église des Saint-Innocents propose trois messes le dimanche (dont deux en latin selon la forme tridentine), trois le samedi (dont deux selon le nouveau rite post-conciliaire), et en semaine du lundi au vendredi cinq par jour (dont une en latin).
Cette église est la plus ancienne du Garment District.

## Architecture
Cette église est l'œuvre de Patrick C. Keely dans le style néo-gothique. Sa première pierre est bénie le 20 juin 1869. Elle est construite en pierre de l'Ohio et de Belleville. L'intérieur est remarquable par son maître-autel de marbre blanc surmonté d'une fresque de La Crucifixion par Constantino Brumidi.
Deux autels latéraux en marbre de Carrare sont installés plus tard. L'église possède vingt vitraux de Munich; cependant les immeubles construits par la suite sur les côtés ont définitivement obscurci l'intérieur.